# Бур-Сент-Андеоль (кантон)
Бур-Сент-Андео́ль (фр. Bourg-Saint-Andéol) — кантон во Франции, находится в регионе Рона — Альпы, департамент Ардеш. Входит в состав округа Прива.
Код INSEE кантона — 0804. Всего в кантон Бур-Сент-Андеоль входит 9 коммун, из них главной коммуной является Бур-Сент-Андеоль.

## Коммуны кантона

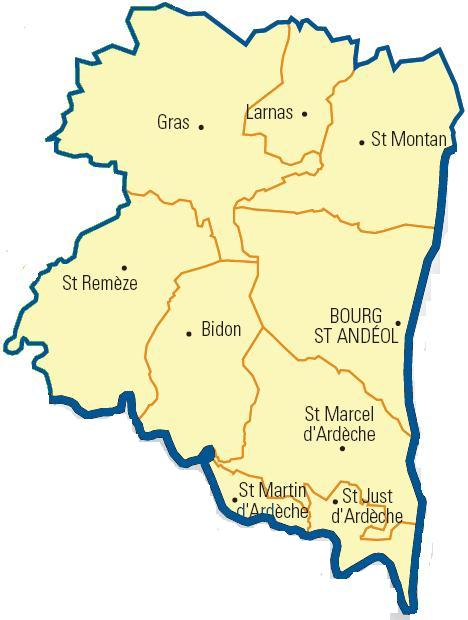
Карта кантона

| Коммуна             | Население, чел. (2006) | Почтовый индекс | Код INSEE |
| ------------------- | ---------------------- | --------------- | --------- |
| Бидон               | 112                    | 07700           | 07034     |
| Бур-Сент-Андеоль    | 7 768                  | 07700           | 07042     |
| Гра                 | 381                    | 07700           | 07099     |
| Ларна               | 90                     | 07220           | 07133     |
| Сен-Жюст-д’Ардеш    | 1 161                  | 07700           | 07259     |
| Сен-Марсель-д’Ардеш | 2 150                  | 07700           | 07264     |
| Сен-Мартен-д’Ардеш  | 642                    | 07700           | 07268     |
| Сен-Монтан          | 1 314                  | 07220           | 07279     |
| Сен-Ремез           | 555                    | 07700           | 07291     |

## Население
Население кантона на 2006 год составляло 15 164 человека.
| 1962  | 1968   | 1975   | 1982   | 1990   | 1999   | 2006   | 2007 | 2008 |
| ----- | ------ | ------ | ------ | ------ | ------ | ------ | ---- | ---- |
| 7 902 | 10 906 | 10 687 | 12 129 | 13 308 | 14 173 | 15 164 | —    | —    |